# Nickel 48
table
Le nickel 48, noté 48Ni, est l'isotope du nickel dont le nombre de masse est égal à 48 : son noyau atomique compte 28 protons et 20 neutrons avec un spin 0+ pour une masse atomique de 48,020 g/mol. Il est caractérisé par un excès de masse de 18 180 keV et une énergie de liaison nucléaire par nucléon de 7 236 keV. C'est un isotope synthétique, produit pour la première fois au GANIL de Caen en septembre 1999 par Bertram Blank et son équipe.
Il a une période radioactive dont une valeur minimale a été mesurée à 500 ns, soit davantage que calculé avec la formule de Weizsäcker, avec un mode de désintégration qui pourrait consister en une radioactivité à deux protons, ce qui a été observé en 2006 au GANIL.
La stabilité supérieure aux attentes pour ce noyau pourrait s'expliquer par le fait qu'il serait « doublement magique », avec un « nombre magique » de protons et un « nombre magique » de neutrons.
D'un point de vue théorique, le nickel 48 est intéressant comme « miroir doublement magique » du calcium 48, qui compte pour sa part 20 protons et 28 neutrons. 